# Francis Bouygues
Pour les articles homonymes, voir Bouygues (homonymie).
Francis Bouygues, né le 5 décembre 1922 dans le 17e arrondissement de Paris et mort le 24 juillet 1993 à Saint-Coulomb, est le fondateur du groupe de BTP Bouygues.

## Origine
Il étudie au collège Stanislas, et devient pensionnaire à l'Immaculée-Conception à Laval du 4 janvier 1937 à la fin de l'année scolaire 1938, en classes de troisième et de seconde. De retour à Paris, il retrouve la Mayenne pendant la guerre. Pour échapper au STO, il se cache à Ambrières-les-Vallées chez un camarade de l'École centrale, Philippe Tézé. Il y fait la connaissance de sa future épouse, Monique Tézé, l'une des sœurs de Philippe Tézé, l'aînée d'une famille de dix enfants, avec qui il se marie en octobre 1946.
Le couple a quatre enfants, qui feront partie du groupe familial Bouygues :
- Corinne Bouygues[note 4], née le 24 août 1947 à Laval ;
- Nicolas Bouygues[note 5], né le 20 mars 1949 à Paris ;
- Olivier Bouygues, né le 14 septembre 1950 à Suresnes ;
- Martin Bouygues, né le 3 mai 1952 à Suresnes.

Il a fait construire à Saint-Coulomb, près de Saint-Malo, une villa de vacances entourée de maisons pour chacun de ses enfants,.

## Ingénieur de la reconstruction
Ingénieur de l'École centrale Paris (promotion 1947) comme son père Georges (1913) et son fils aîné Nicolas (1971), il commence sa carrière comme directeur de travaux dans l'entreprise, qui deviendra Dumont-Besson, dirigée par Pierre Dumont. De 1949 à 1951, Francis Bouygues suit les cours du Centre de perfectionnement aux affaires (CPA) les soirs et les samedi-après-midi. Il complète alors sa formation d'ingénieur, par une formation de manager.
Il s'installe en 1952, à 29 ans, comme entrepreneur de bâtiment.
Munie d'un bureau d'études et d'un « bureau des méthodes », son entreprise se spécialise, dans ces années d'après-guerre marquées par une forte crise du logement, dans les méthodes de construction industrielles, Francis Bouygues rompant avec les pratiques timorées et familiales qui dominaient dans la profession.
Cette ambition moderniste rencontre celle des planificateurs politiques de la IVe République. Nommé en 1955 conseiller technique au ministère de la Reconstruction sous Roger Duchet, Francis Bouygues y acquiert une expérience et des connaissances utiles qui lui serviront à bâtir son empire grâce à de nombreuses commandes publiques.
Son entreprise est l'une des premières à utiliser massivement une main d'œuvre immigrée recrutée dans les campagnes algériennes, marocaines et portugaises. Dans les années 1970, le personnel de la société est déjà constitué de 80 % d'immigrés. Il exerce un lobbying actif pour soutenir auprès des hommes politiques le décret d'avril 1976 sur le regroupement familial[réf. nécessaire].

## Identité et culture d'entreprise
Francis Bouygues a aussi doté son entreprise d'une forte culture identitaire, très particulière, institutionnalisée par l'instauration d'un ordre interne de compagnonnage. Créé en 1963, l'« ordre des Compagnons du Minorange » distingue une élite d'employés dont la fidélité au groupe est exaltée et récompensée et qui doivent défendre les valeurs de leur profession.
En 2005, Martin Bouygues crée la fondation Francis-Bouygues. Cette fondation d'entreprise a pour vocation de réaliser des actions d'intérêt général dans le domaine éducatif. Son objectif est d'apporter son aide à des lycéens motivés et confrontés à des difficultés financières pour effectuer des études supérieures et réaliser un projet professionnel ambitieux.
Au 1er septembre 2010, près de 300 étudiants ont pu bénéficier des bourses délivrées par la fondation.

## Empire de béton et d'images
Sous sa direction, les activités de l'entreprise ne cesseront de s'étendre dans le bâtiment, sur le marché international dès 1972, mais aussi dans les travaux publics et l'immobilier, et en 1986 Bouygues devient le premier groupe mondial du BTP, qu'il restera jusqu'en 2000. Il rachète TF1 en 1987. En 1988, Kevin Roche, architecte américain, réalise Challenger, siège du groupe situé avenue Eugène-Freyssinet dans la ville de Guyancourt dans les Yvelines[réf. nécessaire].
Il est un des personnages clefs du scandale Aranda. Le 13 avril 1972, une charge d'explosif cause d'importants dommages à sa villa située au lieu-dit de Les Nielles au Havre-de-Rothéneuf sur le territoire de la commune de Saint-Coulomb en Ille-et-Vilaine. La DST reconnaîtra en être l'auteur pour faire incriminer les indépendantistes bretons du FLB.
Il est lié avec le roi du Maroc Hassan II, duquel il obtient le marché de la grande mosquée de Casablanca en 1986.
Il laisse l'entreprise à son fils Martin Bouygues en 1989 et, tout en restant administrateur du groupe.
En 1990 il fonde une société de production cinématographique, Ciby 2000, et vise le cinéma d’auteur avec une ambition internationale. Après son décès en 1993 et sous la direction de Jean François Fonlupt, la société continue de produire des films marquants. Durant ses huit années d'existence, la production remporte quatre palmes d'or (La Leçon de piano, Underground, Secrets et Mensonges, Le Goût de la cerise) et l'Oscar du Meilleur scénario original (La Leçon de piano). 
Il est enterré au cimetière de Passy (4e division), à Paris. Monique Bouygues est décédée le 18 octobre 2017 à 93 ans.

## Hommages
- Le film Little Buddha de Bernardo Bertolucci est dédié à sa mémoire. Coproducteur du film, il mourut peu avant sa sortie.
- Le roman L'Aménagement du territoire d'Aurélien Bellanger brosse le portrait d'un personnage inspiré de Francis Bouygues.
- Claire Chazal, dans son dernier journal télévisé, déclare : « Je ressens aujourd'hui une immense tristesse de devoir ne plus assumer la mission que m'avait confiée Francis Bouygues ».
- Martin Bouygues a fait réaliser par le sculpteur tchèque Jan Tesar un buste de son père, qu'il a installé à l'entrée de la salle du conseil d’administration du groupe familial[2].